# Пилиповицька сільська рада (Бородянський район)
| Пилиповицька сільська рада — колишній орган місцевого самоврядування у Бородянському районі Київської області з адміністративним центром у с. Пилиповичі. Водоймища на території, підпорядкованій даній раді: Чутка. Сільській раді підпорядковані населені пункти: - с. Пилиповичі |

## Склад ради
Рада складається з 16 депутатів та голови.

### Керівний склад ради
| ПІБ                    | Основні відомості                                                                      | Дата обрання | Дата звільнення |
| ---------------------- | -------------------------------------------------------------------------------------- | ------------ | --------------- |
| Губиш Олена Олексіївна | Сільський голова, 1946 року народження, освіта, Всеукраїнське об'єднання «Батьківщина» | 26.03.2006   | 31.10.2010      |
| Губиш Олена Олексіївна | Сільський голова, 1946 року народження, освіта вища, член Партії регіонів              | 31.10.2010   |                 |

Примітка: таблиця складена за даними джерела